# Oreophrynella huberi
Oreophrynella huberi és una espècie d'amfibi de la família dels bufònids. Només es coneix de la seva localitat tipus a Cerro El Sol, al nord-est de Auyán-tepui, a l'Estat de Bolívar, Veneçuela, a una elevació d'uns 1.700 metres. Cal destacar que la superfície de la cimera de la muntanya és d'unes 10 hectàrees. És una espècie molt rara.
Té activitat diürna. Viu entre la vegetació espessa en ambients herbacis a torberes situades en tepuis. Es reprodueix per desenvolupament directe.